# Албайское сельское поселение
Албайское сельское поселение — сельское поселение в Мамадышском районе Татарстана.
Административный центр — село Албай.
В состав поселения входят 4 населённых пункта.

## Административное деление
- с. Албай
- с. Большой Арташ
- дер. Верхний Арняш
- дер. Тёплое Болото